# Le Mesnil-Esnard
Le Mesnil-Esnard è un comune francese di 7 233 abitanti situato nel dipartimento della Senna Marittima nella regione della Normandia.

## Società

### Evoluzione demografica
Abitanti censiti